# Natzmer

Wappen derer von Natzmer

Natzmer ist der Name eines alten pommerschen Adelsgeschlechts. Die Familie, deren Zweige zum Teil bis heute bestehen, gelangte später auch in der Mark Brandenburg, Sachsen und Schlesien zu Besitz und Ansehen. Stammesverwandtschaft besteht zu einer briefadeligen Linie, die 1832 nobilitiert wurde.

## Geschichte

### Herkunft
Erstmals urkundlich erwähnt wird das Geschlecht im Jahre 1208 mit Nacmarus als castellanus de Demmin (Burgmann zu Demmin). 1228 werden Nacimarus bzw. Nacimer in Urkunden genannt. Sie sind wahrscheinlich identisch mit den von Kneschke und Zedlitz-Neukirch erwähnten und im selben Jahr erscheinenden Burgmännern Wizoslaus und Andreas Natzmer, als Zeugen in einem dem Abt zu Walbuch betreffenden Donationsbrief des Dorfes Neurian, ausgestellt von Herzog Wratislaw von Pommern-Demmin.

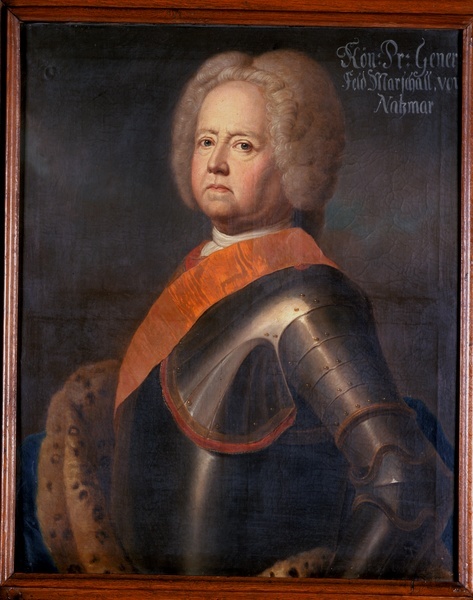
Dubislav Gneomar von Natzmer
(1654–1739)

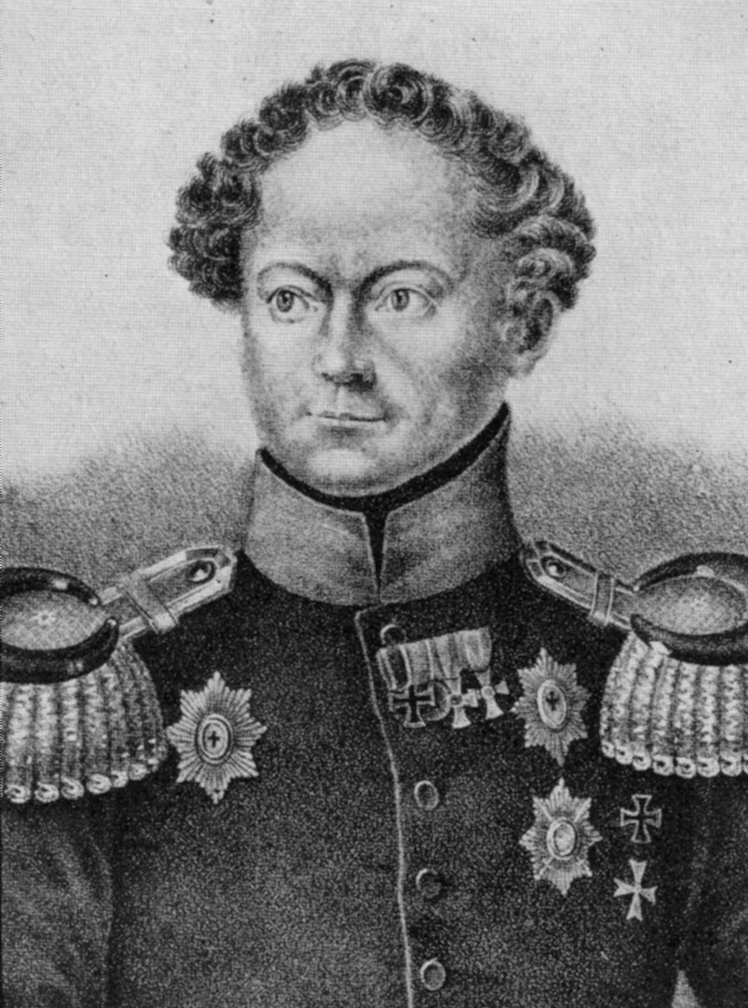
Oldwig von Natzmer
(1782–1861)

Die ununterbrochene Stammreihe beginnt 1330 mit Peter von Natzmer auf Järshagen, vermählt mit Ida von Zitzewitz aus dem Hause Varzin.

### Ausbreitung und Persönlichkeiten
Ein Nachkomme des Stammvaters Peter war der um 1470 lebende Carsten Natzmer auf Ristow. Er war der Großvater der Brüder Hans auf Ritzenhagen und Heinrich Bogislaus Natzmer. Hans diente als Rittmeister in Frankreich und Spanien, konnte aber den Stamm nicht fortsetzen. Sein Bruder Heinrich Bogislaus wurde um 1468 herzoglich pommerscher Rat und Landvogt zu Stolp. Von seinen drei Söhnen war Wilhelm 1488 Prälat zu Cammin, Dompropst zu Stolpe und zuletzt Starost zu Draheim. Anton auf Ristow erschien 1527 als Gesandter des Bischofs von Cammin auf dem Reichstag zu Regensburg. Er wurde später Rat und Hofmarschall von Herzog Barnim XI. von Pommern.
Anton (II.) von Natzmer auf Gutzmin, ein Sohn von Claus von Natzmer, dem Bruder von Anton und Wilhelm, war zunächst herzoglich pommerscher Hofrat und wurde später Landvogt zu Stolpe und Hauptmann zu Lauenburg. Seine Enkel waren Joachim Heinrich von Natzmer († 1670) auf Gutzmin und Dubislaus auf Vellin, Landrat in Hinterpommern. Joachim Heinrich heiratete Barbara von Weyer und wurde kurbrandenburgischer Landrat in Hinterpommern. Er hinterließ zwei Söhne, Claus Ernst und Dubislav Gneomar von Natzmer (1654–1739). Claus Ernst von Natzmer († 1702) war zunächst herzoglich württembergischer Oberrat, später fürstlich bayreuthischer Geheimrat und Lehnpropst und seit 1695 kurbrandenburgischer Geheimrat, Prälat zu Cammin und Hauptmann zu Quackenburg. Sein Bruder Dubislav Gneomar von Natzmer war einer der bedeutendsten Vertreter der Familie. Er war Chef des Regiments Gensdarmes, Amtshauptmann unter anderem zu Neugardten und Massow, Prälat zu Kolberg und Herr auf Groß- und Klein-Jannewitz, Gutzmin, Lubow und Wobesde. Er starb 1739 als preußischer Generalfeldmarschall (seit 1728). Er war in erster Ehe mit Sophie von Wrech und in zweiter mit Charlotte Justine von Gersdorf († 1763), verwitwete Gräfin von Zinzendorf und Pottendorf, verheiratet. Aus letzterer Ehe stammen die Söhne Carl Dubislaus († 1737), preußischer Regierungs- und Kriegsrat zu Stettin, und Heinrich Ernst († 1739), preußischer Rittmeister. Beide Söhne starben unverheiratet vor ihrem Vater.
Auch später zeichneten sich zahlreiche Angehörige der Familie vor allem in preußischen Staats-, Hof- und Militärdiensten aus. Georg Christoph von Natzmer (1692–1751) wurde preußischer Generalmajor. 1806 dienten zehn Familienmitglieder als Offiziere in der preußischen Armee. Oldwig Anton Leopold von Natzmer (1782–1861) war 1806 Premierleutnant und Adjutant im 1. Garde-Bataillon, wurde später Flügeladjutant des preußischen Königs, Generalleutnant und Kommandierender General des I. Armee-Korps in Königsberg. Er starb 1861 als ältester Generaladjutant und General der Infanterie auf seinem Landgut Matzdorf im ehemaligen Landkreis Creutzburg in Schlesien. Seine 1824 in Breslau geschlossene Ehe mit Luise Henriette Gräfin von Richthofen aus dem Hause Kohlhöhe blieb kinderlos.
Am 13. Februar 1902 wurde ein Familienverband und gleichzeitig eine Familienstiftung gegründet.

### Besitzungen
Bereits im 15. Jahrhundert besaß die Familie von Natzmer ausgedehnten Grundbesitz, von denen einige alte Lehnsgüter bis in die jüngste Zeit erhalten werden konnten. Durch Kauf, Heirat und Erbgang konnten später auch Güter in Brandenburg, Sachsen und Schlesien erworben werden. Anfang des 18. Jahrhunderts war die Familie zu Lubow sowie Gutzmin und Vettrin im ehemaligen Landkreis Schlawe und Wobeste im Landkreis Stolp besitzlich. Auch Groß- und Klein-Jannewitz gelangten später in Familienbesitz. Mehrere der käuflich erworbenen Güter waren ursprünglich Lehn der Familie von Knuth. Der Generalfeldmarschall Dubislav Gneomar von Natzmer besaß unter anderem die von Knuthschen Güter Gutzmin, Lubow und Wobesde. Letzteres ging an den Hauptmann und späteren Major der Garde, Wulf Heinrich von Natzmer, der es an einen Major von Bandemer verkaufte.
Mitte des 19. Jahrhunderts besaßen die von Natzmer im Königreich Preußen die Rittergüter Radem im Landkreis Regenwalde, Borkow im Landkreis Schlawe sowie Donaborow und Jankow im Landkreis Schildberg.
Um 1900 kommt mit Trebendorf auch unweit von Cottbus in der Lausitz eine weitere Besitzung hinzu. Die Güter konnten die Nachfahren des Ritterschaftsrates Gneomar von Natzmer (1852–1913) bis zur Bodenreform halten. Spätestens seit 1914 war der damalige Leutnant Gneomar von Natzmer-Trebendorf (1883–1968) auch Gutsherr auf Gahry. Er war u. a. Ehrenritter des Johanniterordens und zum Schluss Oberst bei der Luftwaffe. Die Besitzgrößen der neueren Güter sind in den als amtliche Quellen publizierten Landwirtschaftlichen Adressbüchern der Ausgaben 1907 bis 1929 belegbar. Des Weiteren ist zu nennen das vorzeitig veröffentlichte Handbuch des Grundbesitzes, für die Provinz Brandenburg bis 1921. Letzter Eigentümer war der Enkel des Erstgenannten, Oberleutnant G. von Natzmer-Gahry (jun.).

### Briefadelige Linie
Oldwig (* 1819), der natürliche Sohn des späteren preußischen Oberst Hans von Natzmer aus dem Haus Pretzsch und der Rosalie Vellin, erhielt am 5. Mai 1832 die preußische Adelslegitimation unter Beilegung des väterlichen Namens und Wappens.

## Wappen
Das Wappen zeigt in Silber einen roten Löwen. Auf dem Helm mit rot-silbernen Decken drei Straußenfedern (Farbfolge Rot-Silber-Rot).

## Bekannte Familienmitglieder
- Dubislav Gneomar von Natzmer (1654–1739), preußischer Generalfeldmarschall
- Johann Christoph von Natzmer (1691–1743), sächsischer Generalmajor
- Georg Christoph von Natzmer (1694–1751), preußischer Generalmajor und Chef eines Husarenregiments
- Wolf Heinrich Ernst von Natzmer (1698–1770), sachsen-weißenfelsischer Amtshauptmann und Rittergutsbesitzer
- Ewald Georg von Natzmer (~1721–1773), preußischer Justizjurist, Präsident des Tribunals der Lande Lauenburg und Bütow
- Hans Christoph von Natzmer (1743–1807), preußischer Generalmajor und Chef eines Infanterieregiments
- Wilhelm Dubislav von Natzmer (1770–1842), preußischer Generalmajor, zweiter Kommandant von Danzig
- Oldwig von Natzmer (1782–1861), preußischer General der Infanterie und Generaladjutant des Königs
- Karl Heinrich von Natzmer (1799–1875), preußischer Generalmajor und Kommandeur eines Infanterieregiments
- Adolf von Natzmer (1801–1884), preußischer Generalleutnant und Kommandeur einer Infanterie-Brigade
- Ferdinand von Natzmer (1815–1868), preußischer Generalmajor und Kommandeur einer Infanterie-Brigade
- Gneomar von Natzmer (1830–1888), preußischer Generalmajor
- Bruno von Natzmer (1831–1867), preußischer Söldnerführer, 1853/57 Generalinspekteur der nicaraguanischen Armee
- Gneomar Ernst von Natzmer (1832–1896), preußischer Oberst und Militärschriftsteller
- Wilhelm von Natzmer (1837–1913), preußischer Generalmajor
- Oldwig von Natzmer (1842–1899), preußischer Generalleutnant und Divisionskommandeur
- Ernst von Natzmer (1852–1911), preußischer Generalleutnant
- Ernst-Oldwig von Natzmer (1868–1942), deutscher Konteradmiral und Kommandeur einer Marine-Brigade
- Carl Oldwig von Natzmer (1878–1943), deutscher Verwaltungsbeamter und Rittergutsbesitzer
- Gert von Natzmer (1895–1981), Schriftsteller
- Renate von Natzmer (1898–1935), spionierte gegen das Deutsche Reich
- Oldwig von Natzmer (1904–1980), deutscher Generalleutnant und Chef des Generalstabes der Heeresgruppe Mitte
- Oldwig von Natzmer (1905–1942), deutscher Landrat